# Dong Zhiming
Dong Zhiming, en chino: 董枝明, Pinyin: Dǒng Zhimíng (enero de 1937-20 de octubre de 2024), fue un destacado paleontólogo chino. Trabajó en el Instituto de Paleontología de los Vertebrados y Paleoantropología en Pekín.

## Biografía
Comenzó a trabajar en dicha institución en 1962, siendo discípulo de Yang Zhongjian que era el director en aquel momento. Ha descrito muchos dinosaurios incluyendo saurópodos Shunosaurus, Datousaurus y Omeisaurus, así como el  Archaeoceratops. Desarrolló parte de su trabajo en la Formación Dashanpu, lo que sumamente importante ya que es un yacimiento del Jurásico medio rico en fósiles, lo que es un evento relativamente extraño.
Dong ha escrito o colaborado en la redacción de varios libros sobre los dinosaurios chinos:
- Dong Zhiming (1988). Dinosaurs from China. China Ocean Press, Pekín & British Museum (Natural History). ISBN 0-565-01073-5.
- Dong Zhiming (1992). Dinosaurian Faunas of China. China Ocean Press, Pekín. ISBN 3-540-52084-8.